# Instituto Técnico Central La Salle E.T.
La Escuela Tecnológica Instituto Técnico Central, también conocida por sus siglas ETITC, fue fundada por los Hermanos de La Salle el 19 de marzo de 1904 y creada mediante el Decreto N.º 146 del 9 de febrero de 1905. Reestructurada por el Decreto 758 del 26 de abril de 1988, es un Establecimiento Público de Educación Superior, de carácter académico, adscrito al Ministerio de Educación Nacional.
Su edificio sede es patrimonio histórico cultural de la nación y de la ciudad de Bogotá por el decreto 2859 del 26 de noviembre de 1984, otorgado por el Instituto Distrital de Patrimonio Cultural de la Alcaldía Mayor de Bogotá.
Mediante la Resolución N.º 7772 del 1 de diciembre de 2006, el Ministerio de Educación Nacional cambió el carácter académico, de Institución Técnica Profesional a Institución Universitaria o Escuela Tecnológica. Esto nos posiciona como la primera Escuela Tecnológica oficial de Colombia, que permite ofrecer programas de Técnico Profesional, Tecnólogo, Profesional en Ingenierías, Especializaciones, Maestrías, Diplomados, Educación a Distancia y Educación Continuada.

## Instituto de Bachillerato Técnico Industrial[2]- IBTI
El Hermano rector junto con una delegación de la comunidad Lasallista y una del Gobierno Nacional, firmó un acta mediante la que se recibían las primeras 40 niñas al bachillerato técnico industrial para el año 2004 ya que hasta ese entonces era un lugar solo para hombres. Posteriormente el Instituto Técnico Central firmó acuerdos con varios colegios de Bogotá (preferiblemente femeninos) para poder recibir y tener una mayor cobertura para la comunidad femenina que desee una formación técnica industrial durante el bachillerato. A las mujeres también se les otorga en grado undécimo (11º) el título de <<Bachiller Técnico Industrial>>. La primera generación con mujeres del Bachillerato Técnico Industrial se fue proclamada en el año 2009, en la Universidad de la Salle Sede Chapinero.
Posteriormente en los siguientes años, los estudiantes de ambos sexos han obtenido participaciones destacadas en eventos nacionales e internacionales como Infomatrix de Solacyt, First Lego League Colombia de la  Corporación Universitaria Minuto de Dios, Olimpiadas Colombianas de Computación de la Universidad Antonio Nariño, entre otros.

## Programas de Educación Superior - PES
La ETITC como establecimiento público de Educación Superior, ofrece los siguientes programas:

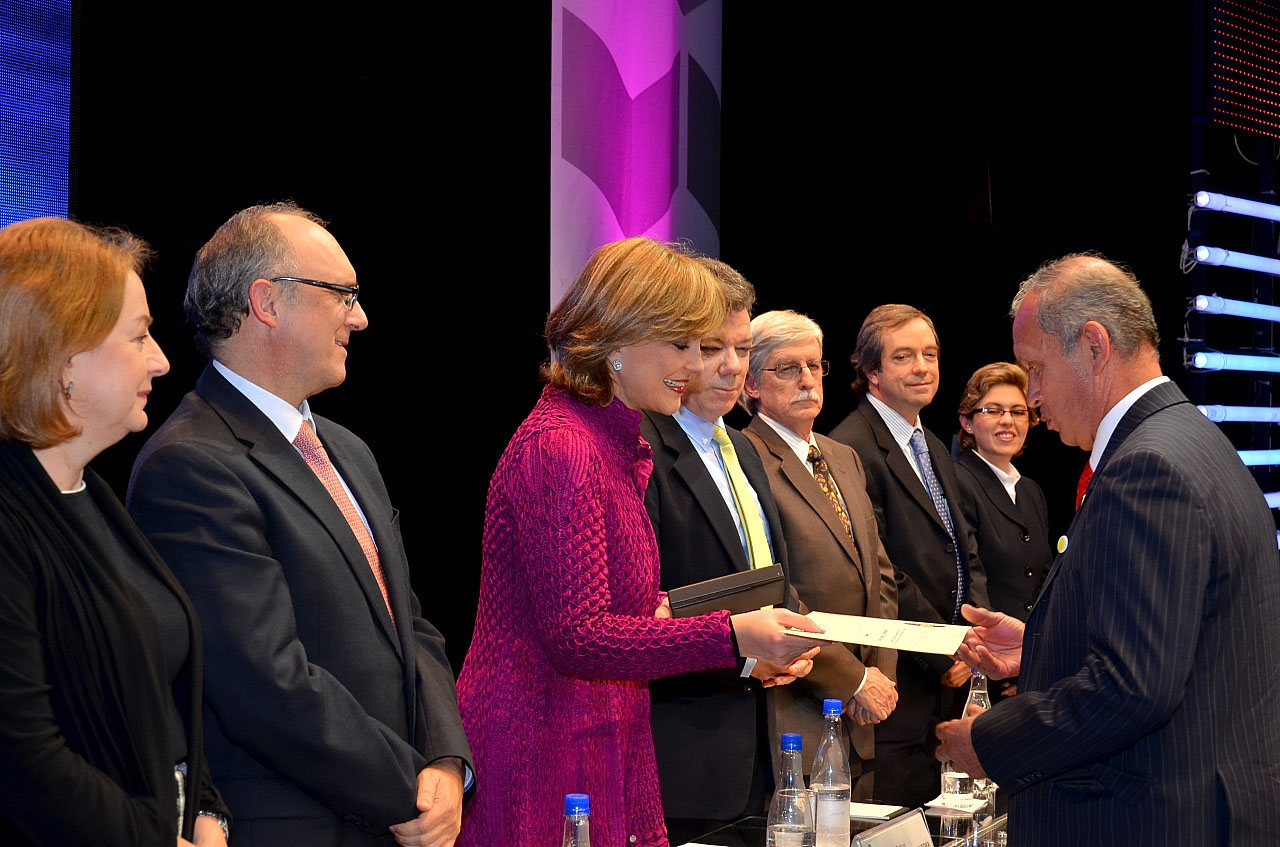
El entonces rector Isidoro Cruz Recibe de manos de la ministra de educación María Fernanda Campo y en presencia del presidente Juan Manuel Santos el premio a la calidad educativa 2011.

### Pregrado
Programas por ciclos propedéuticos, consecutivos y complementarios

#### Técnicas Profesionales
- Mantenimiento Industrial
- Procesos de Manufactura
- Computación
- Electrónica Industrial
- Dibujo Mecánico y de Herramientas Industriales

#### Tecnología
- Montajes Industriales
- Producción Industrial
- Desarrollo de Software
- Automatización Industrial
- Gestión de Fabricación Mecánica

#### Profesionales
- Ingeniería Electromecánica
- Ingeniería de Procesos Industriales

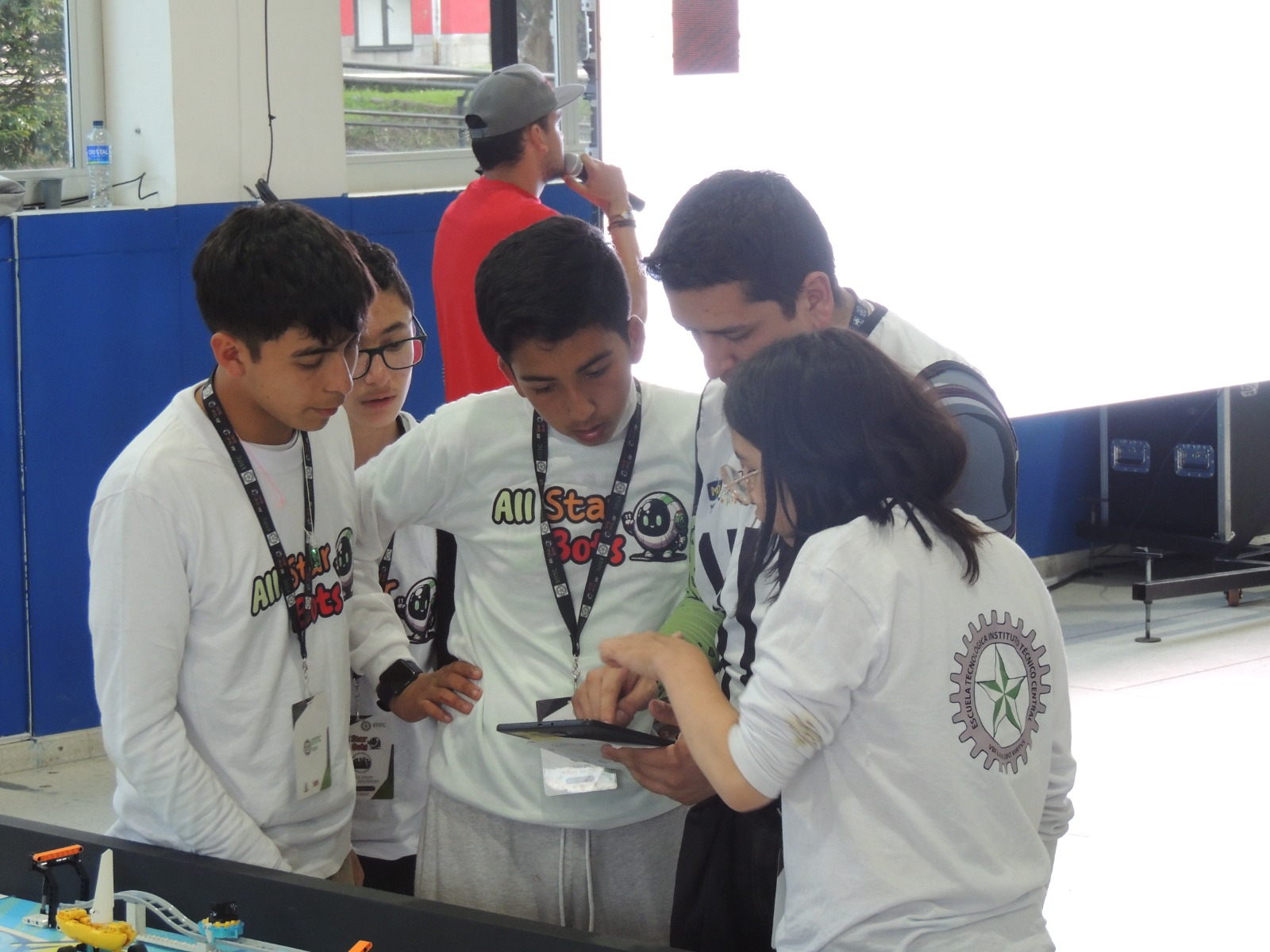
Estudiantes del IBTI de la Escuela Tecnológica Instituto Técnico Central, participando en la First Lego League Colombia Regional Bogotá, en Sopó Cundinamarca en el 2023, Obteniendo el primer lugar para participar en la Final Nacional en el 2024. Fuente: Instituto Unnode la corporación universitaria Minuto de Dios

- Estudiantes del IBTI de la Escuela Tecnológica Instituto Técnico Central, participando en la First Lego League Colombia Regional Bogotá, en Sopó Cundinamarca en el 2023, Obteniendo el primer lugar para participar en la Final Nacional en el 2024. Fuente: Instituto Unnode la corporación universitaria Minuto de DiosIngeniería de Sistemas
- Ingeniería Mecatrónica
- Ingeniería Mecánica

### Especializaciones
- Especialización Técnica Profesional en Mantenimiento Industrial
- Especialización Técnica Profesional en Instrumentación Industrial
- Especialización Tecnológica en Diseño y Gestión de Sistemas y Dispositivos para Internet de las Cosas
- Especialización en Seguridad y Salud en el Trabajo

## Ubicación
El Instituto se ubica en el barrio La Favorita de la localidad de Los Mártires, el ingreso peatonal está ubicado sobre la calle 13 (antigua Avenida Colón), y el ingreso vehicular se da por la calle 14, no obstante el edificio tiene ingresos por las carreras 16 y 17; la dirección exacta es Calle 13 N.º 16-74 justo enfrente de la estación "De La Sabana" del sistema Transmilenio.

## Historia y Cronología[4]
Para la década de 1890, desplazados por los acontecimientos violentos conocidos como la guerra de los mil días, muchas familias y niños huérfanos llegaron a Bogotá; la preocupación gubernamental por esta situación social hizo que en las afueras de la ciudad, en el Colegio del Espíritu Santo, se creara el hogar para niños desamparados, el Asilo San José.
En el año de 1893 llegaron a Bogotá los Hermanos de las Escuelas Cristianas de la Comunidad de La Salle, a quienes se les encomendó la administración del Asilo San José, con la misión de dar a los niños educación Cristiana y enseñanza en los oficios de artesanías y herrería, que los preparara para afrontar la vida del trabajo de aquella época.
La Comunidad de La Salle, con experiencias pedagógicas dentro de los oficios industriales, iniciadas desde el año 1705 en el Colegio de San Yon, no se limitó a la enseñanza de los oficios artesanales; los Hermanos estudiaron las costumbres fabriles del país, los sistemas utilizados en pesas y medidas de cada una de las regiones colombianas, los artículos que se fabricaban; observaron los progresos que se daban con el inicio de la industria textil, la industrialización del tabaco, la apertura de vías, la construcción de puentes y líneas de ferrocarril que se dieron en la época y decidieron crear una institución de formación técnica. Por esta razón el Hermano Ladiberien, primer rector del asilo, solicitó la visita de Atanasio Pablo, organizador de la Escuela de Artes y Oficios de Reims, Francia. El Hermano Atanasio Pablo trajo los programas de estudios de la Escuela de Artes y Oficios de Reims y junto con los otros Hermanos trabajó en su implementación.

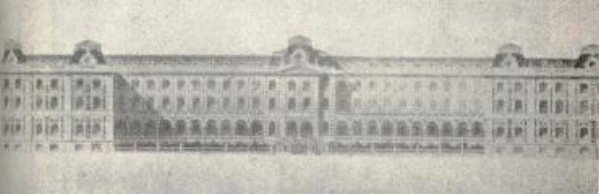
Fachada del edificio proyectada por el arquitecto Benjamin Jeric en 1915

El 19 de marzo de 1904 el Dr. Antonio José Uribe, bajo previo acuerdo con el Visitador Provincial de los Hermanos De La Salle, inauguró la Escuela Central de Artes y oficios de Bogotá. 
Entendiendo los beneficios que este tipo de enseñanza le produciría al país, el General Rafael Reyes quiso difundir esta experiencia por todo el territorio nacional y crear otras Escuelas de Artes y Oficios. Por esta razón, con el Decreto 146 de 1905 el ministro de Instrucción Pública General Carlos Cuervo Márquez, da a la Escuela de Bogotá el nombre Escuela Central de Artes y Oficios, y reorganiza el plan de estudios de tres años para cursos teóricos más los talleres de mecánica, fundición, carpintería y tejidos. Adicionalmente, asigna 30 becas y admite los alumnos supernumerarios.
Gracias a que los primeros profesores en las materias técnicas fueron Hermanos profesionales formados en Escuelas o Facultades de Francia y de Bélgica, quienes a través de la comunidad permanecieron en comunicación con dichas instituciones, la escuela pudo actualizar sus programas permanentemente. Así por ejemplo, se implementó la electricidad en todas las especialidades, que para inicios del siglo era la tecnología más avanzada para la industria.
El 24 de noviembre de 1916, José Vicente Concha, expidió el Decreto 2006 "por el cual se otorga a la Escuela Central de Artes y Oficios la facultad de conceder ciertos títulos". De esta forma, se le permite a la institución otorgar a los alumnos que hubieran cursado con éxito todas las materias correspondientes a los estudios teóricos y prácticos los títulos de Ingeniero en Electricidad y Artes Mecánicas, en Electricidad e Industrias textiles y en Electricidad y Arte Industrial Decorativo.

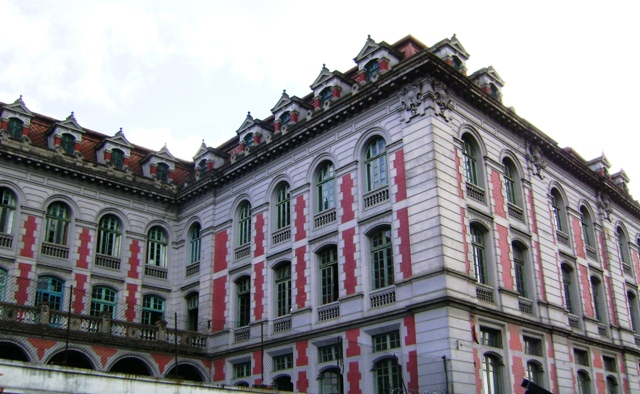
Fachada occidental del edificio del instituto sobre la carrera 17

El 19 y 20 de agosto de 1917 un terremoto destruyó la edificación donde funcionaban los Talleres y Laboratorios y trastornó seriamente las labores académicas. El Hermano Benjamin Geric, arquitecto de la escuela de San Lucas de Bélgica y docente de la escuela, realizó el diseño antisísmico de estilo clásico francés y, sin descuidar las clases con sus alumnos, dirigió de la obra. El edificio fue por varios años la construcción más alta de la ciudad y la primera de concreto armado que se hizo en el país.
Como reconocimiento a todas sus labores el presidente Marco Fidel Suárez, por el decreto 721 del 4 de abril de 1919, cambio el nombre de la Escuela Central de Artes y Oficios por el de Instituto Técnico Central.
El Congreso de la República en 1917 nombró una comisión de Representantes para la evaluación de las labores del Instituto Técnico Central. El informe de tal comisión solicitó mayor atención presupuestal para el Instituto. Por otra parte, el Ministerio de Instrucción Pública con el decreto 1238 de 1919 integró una comisión con reconocidas personalidades del medio técnico y educativo, quienes rindieron su informe destacando las labores de la Institución y pidieron al gobierno aumentar las dotaciones de los talleres.
El Instituto Técnico Central también desarrolló actividades en áreas como textiles, escultura, pintura y arquitectura. Los Hermanos Hildeberto y Vicente María siguieron el desarrollo de la Industria textil, estudiaron los tipos de algodones que se producían en el país y estimularon la profesión y el cultivo del algodón.
El Hermano Benjamín y los maestros Hardy de Bélgica y Rodríguez Bello de España, trabajaron en las Bellas artes haciendo los bustos de San Juan Bautista de La Salle, la corona de la Virgen de Chiquinquirá, La estatua del Niño Jesús y muchos otros bustos. Bajo la dirección del Hermano Geric, quien dio los cursos de dibujo, resistencia de materiales y enseñó a trabajar el concreto armado, se formaron los arquitectos que construyeron el edificio del Instituto y muchos otros más. 
En el año 1931, la Institución ya había graduado 150 ingenieros quienes contribuyeron activamente en el desarrollo industrial de la época. El 18 de diciembre de 1931 el Señor Ministro de Instrucción Pública Dr. Julio Carrizosa Valenzuela con el Decreto 2219 cerró el Instituto para fusionarlo a la Facultad de Ingeniería de la Universidad Nacional. El Dr. Carrizosa, antiguo rector de la Universidad Nacional, argumentaba que las dos instituciones cumplían el mismo propósito al graduar ingenieros y que, por ser oficiales, debían funcionarse como una sola institución. Este proceso despertó un gran debate nacional pues los argumentos legales y presupuestales presentados por Carrizosa fueron desvirtuados por el Ing. Víctor Jiménez Suárez quien, como miembro de La Facultad y del ITC simultáneamente, conocía la complementariedad de las instituciones y vio como la fusión consistió en desmantelar el ITC a favor de la entonces Facultad de Matemática e Ingeniería.
Entre 1932 y 1944 el edificio del Instituto fue asignado a diferentes propósitos educativos: fue sede de la Facultad Nacional de Ingeniería hasta el establecimiento de la misma en la Universidad Nacional dentro de la Ciudad Universitaria, también, fue sede de la Escuela Normal Superior -que posteriormente, se convertiría en la Universidad Pedagógica Nacional y cuyo concepto precedería a la Universidad Pedagógica y Tecnológica Nacional de Tunja-.
Entre 1945 y 1951 el Instituto fue sustituido por: la Escuela De Artes Manuales -que cambiaría su nombre por el de Escuela Industrial- y el Instituto Técnico Superior -En donde la administración de los Hermanos fue sustituida totalmente por la gestión estatal-.

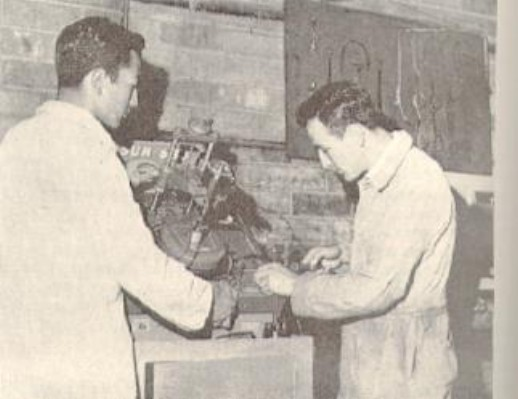
Estudiantes trabajando en el taller de motores en 1932.

El 27 de abril de 1951, siendo presidente el Dr. Laureano Gómez y Ministro de Educación Nacional el Dr. Rafael Azula Barrera se expide el decreto 0971 con el cual se le regresa la Institución a la Comunidad de los Hermanos quienes habían pedido la devolución de la dirección del Instituto como parte de la indemnización ocasionada por los desmanes del 9 de abril de 1948 (el Bogotazo) los cuales habían destruido el cercano Instituto de la Salle y otras dependencias propiedad de estos. El instituto se renombra Instituto Técnico Central Superior, en esta fecha Filiberto Javier expresa su intención de conducir la Institución para convertirlo en el gran centro de formación de ingenieros Industriales. En el año de 1954 inicia también sus labores el Servicio Nacional de Aprendizaje SENA, dentro de los talleres del Instituto, bajo la dirección del Dr. Rodolfo Martínez Tono.
El gobierno nacional mediante el Decreto 2433 del 11 de septiembre de 1959 modificó los planes de estudios para la enseñanza industrial y comercial. Así, se implementó una escolaridad que contemplaba un primer nivel de cinco años al final de los cuales se expedía el título de "Experto", y dos años más que los hacía "Bachilleres Técnicos". La primera promoción se graduó en 1961. 
El 31 de mayo de 1977 mediante la Resolución 2809, siendo rector el Hermano Luis Alejandro Ruiz, se fundan las Carreras Intermedias Profesionales, hoy, Programas de Educación Superior. Así se crean los programas de Docencia Industrial Mecánica, Docencia Industrial en Electricidad, Docencia Industrial en Diseño y Construcción, Electromecánica, Procesos Industriales y Diseño y Construcción de Máquinas y Herramientas. Estos programas de horarios nocturnos permiten que los estudiantes con vinculación laboral en empresas industriales complementen sus conocimientos y experiencias prácticas con la formación académica que les brinda el Instituto.
En 1981, el instituto pasó a ser Unidad de Educación superior del Ministerio de Educación Nacional. Por Decreto 2859 del 26 de noviembre de 1984 declaró el edificio donde funciona el Instituto Técnico Central Monumento Nacional, luego de proceder con una reconstrucción de gran parte de las instalaciones las cuales habían sufrido el paso de la historia sin mayores reparaciones. En el año de 1982 no hubo promoción de bachilleres, para poder permitir el arreglo de las envejecidas estructuras.
Mediante el Decreto 758 del 26 de abril de 1988 el Instituto Técnico Central fue declarado Establecimiento Público del orden nacional.
En 1989 es creada la especialidad de Sistemas y Computación.
Por medio del Decreto 1522 del 12 de septiembre de 1995 el gobierno Nacional aprobó el Acuerdo 025 del 21 de junio del mismo año por el cual el Consejo Directivo establecía la Estructura Orgánica del Instituto Técnico Central. En el artículo 12 del mencionado Decreto se define la Sección de Bachillerato como "Instituto de Bachillerato Técnico Industrial". En los artículos 13o. a 17o. se organiza el gobierno escolar del Bachillerato y se le asignan funciones al Consejo de Dirección y al consejo Académico, lo mismo que a la Vicerrectoría.
En el 2005 se conmemoran los 100 años de fundación del Instituto Técnico Central y se crea el programa de Sistemas.
Finalmente, el Ministerio de Educación Nacional, mediante Resolución N.º 7772 del 1 de diciembre de 2006, cambio el carácter académico del Instituto Técnico Central La Salle, de Institución Técnica Profesional a Institución Universitaria o Escuela Tecnológica. Esto les permite ofrecer programas de Técnico Profesional, Tecnólogo, Profesional en Ingenierías, Especializaciones, Diplomados, Educación a Distancia y Educación Continuada.
En mayo de 2012 y luego de 11 años en la Rectoría de la Institución, Isidoro Daniel Cruz Rodríguez es sucedido en el cargo por José Gregorio Contreras. Cruz fue despedido en una emotiva ceremonia a la cual asistió toda la comunidad educativa y exalumnos.

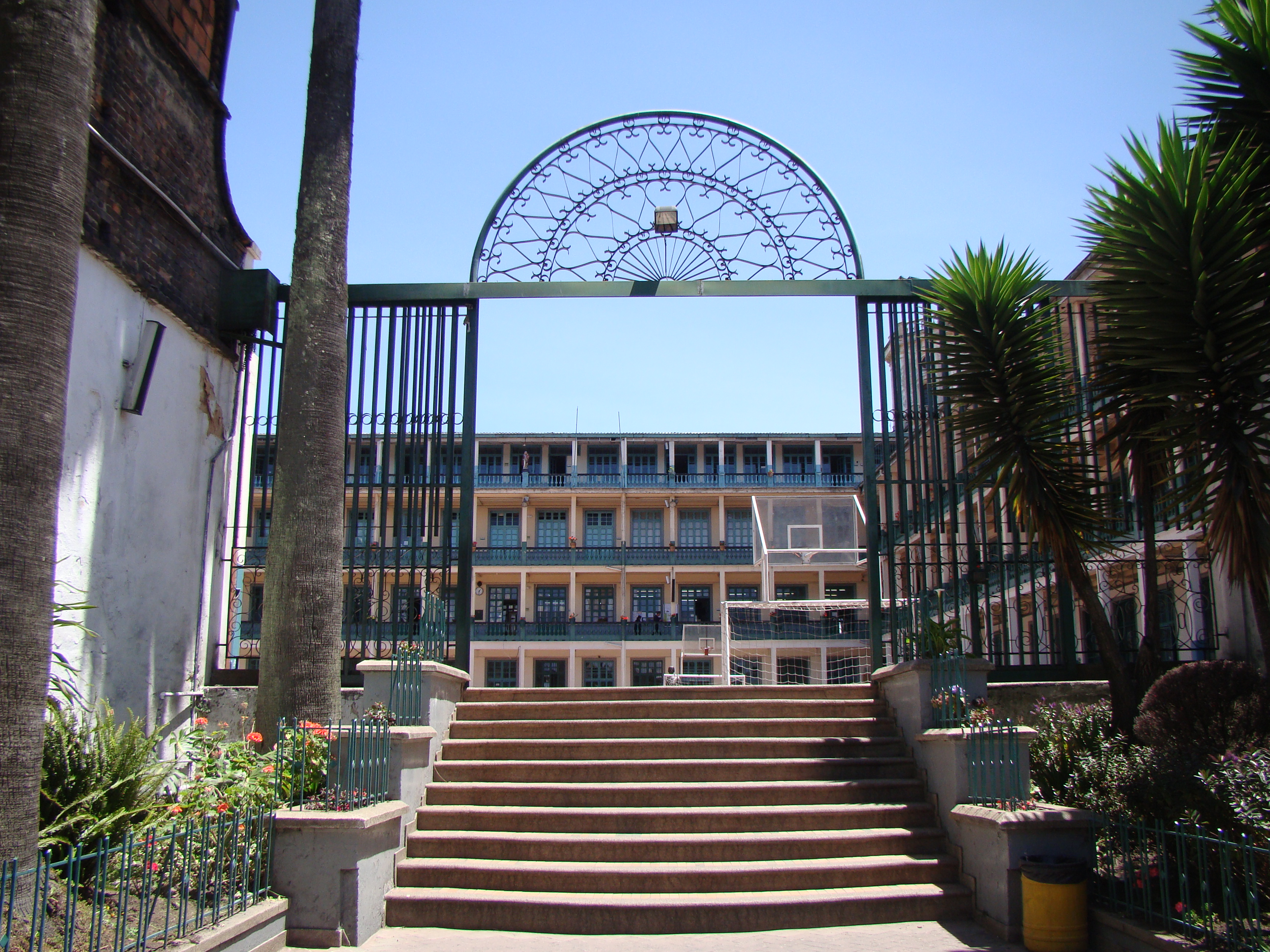
Entrada principal Calle 13.
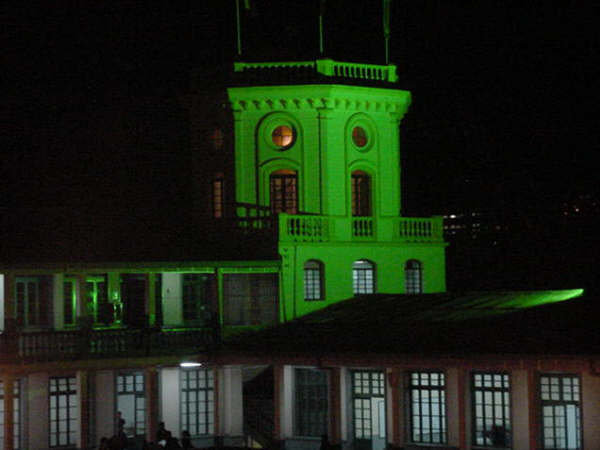
Torre del mirador.
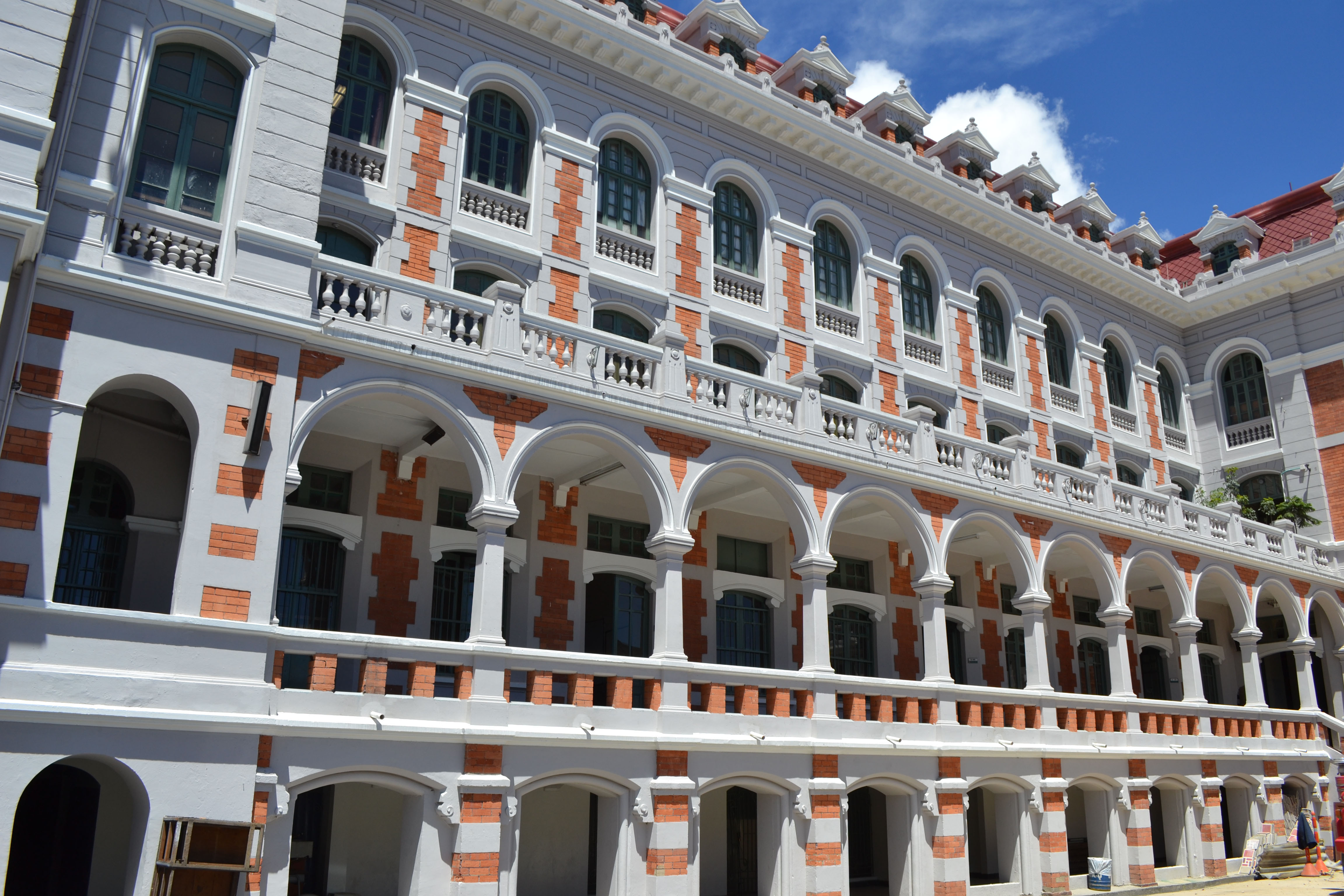
Fachada Carrera 17.
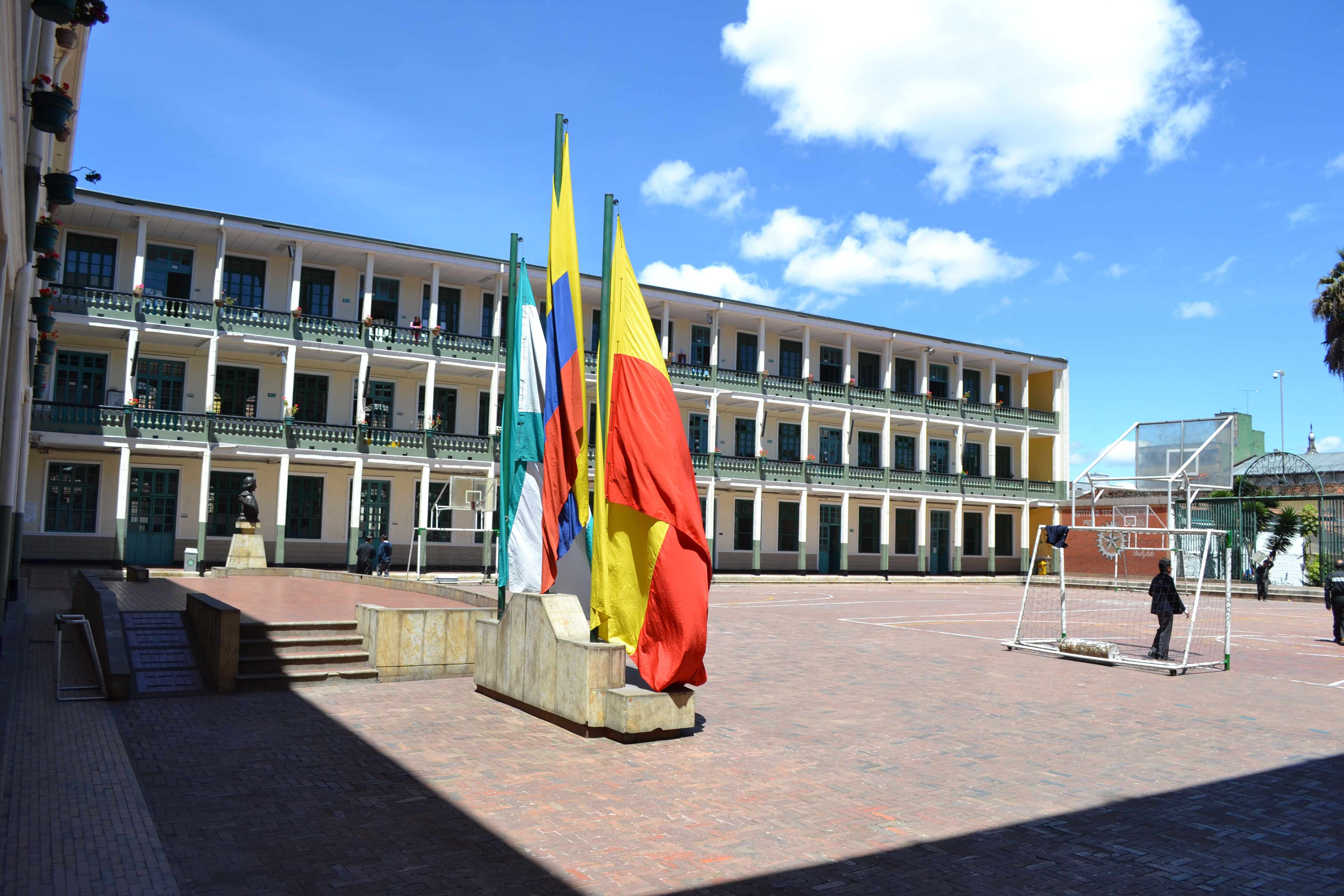
Patio Central.

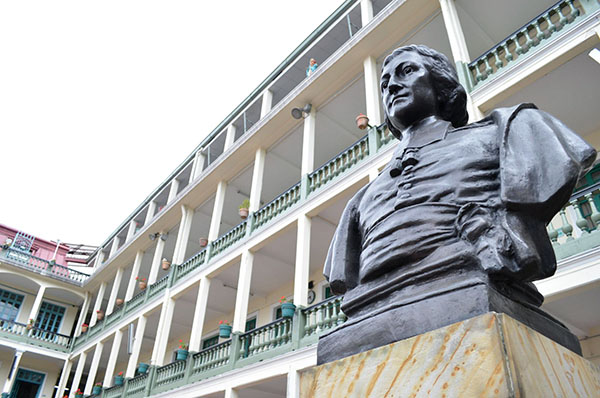
Busto de San Juan Bautista De La Salle en el patio central.
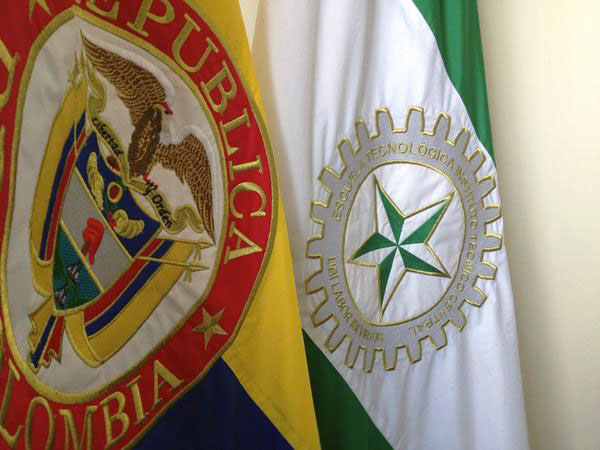
Pabellones de Colombia y el Instituto.
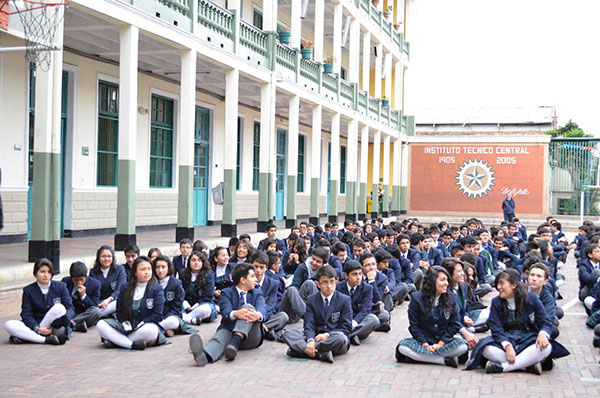
Alumnos en una izada de bandera en 2012.

## Premio a la Calidad Educativa 2008
El 1 de diciembre de 2008, siendo rector Isidoro Daniel Cruz, el Instituto Técnico Central fue galardonado con el premio a la calidad educativa 2008 otorgado por el Ministerio de Educación. El galardón fue entregado en el centro de convenciones Gonzalo Jiménez de Quesada de Bogotá, en un acto que contó con la presencia de la entonces ministra de Educación Cecilia María Vélez y el expresidente Álvaro Uribe. La ceremonia de premiación fue transmitida en vivo por televisión.

## Acreditación UNESCO-UNEVOC
El Instituto Técnico Central tiene la acreditación UNESCO-UNEVOC concedida en febrero de 2008 en Bonn, siendo el único centro educativo en Colombia con este reconocimiento.

## Premio a la Calidad Educativa 2011
El 5 de diciembre de 2011 el entonces rector Isidoro Cruz recibe por segunda vez en menos de cinco años el Premio a la Calidad Educativa 2011 como reconocimiento a los excelentes resultados del Instituto en las Pruebas Saber ICFES del mismo año.
El galardón fue entregado en el centro de convenciones Gonzalo Jiménez de Quesada de la ciudad de Bogotá, en un acto solemne que contó con la presencia de la ministra de educación María Fernanda Campo y el presidente de la República Juan Manuel Santos Calderón.

## Grupos de investigación
En la actualidad se cuenta con 9 grupos de investigación en las líneas de investigación; 1. Pedagogía y didáctica de las humanidades, el arte, la ciencia, la técnica y la tecnología, 2. Invención, innovación, desarrollo y transferencia de tecnología, 3. emprendimiento, gestión y desarrollo empresarial, 4. Tecnologías de información y comunicación y 5. Gestión y desarrollo institucional.
Los grupos están compuesto por estudiantes, docentes, administrativos y egresados de la ETITC, además, particpan de forma activa en el Sistema Nacional de Ciencia Tecnología e Innovación. Los grupos son:
| Nombre                                                                                                   | Creación  | Líder                         |
| Grupo de Investigación en Ambientes Virtuales de Aprendizaje                                             | 2007 - 8  | Fernando Martínez Rodríguez   |
| Grupo Interdisciplinar de Estudios Ambientales                                                           | 2008 - 9  | María Dolores Galindo Torres  |
| Grupo de Investigación en Pedagogía de las Ciencias Básicas                                              | 2010 - 1  | Ignacio Laiton Poveda         |
| Grupo de Investigación en Software y desarrollo e implementación de nuevas tecnologías de la información | 2010 - 4  | SÓCRATES ROJAS AMADOR         |
| Procesamiento Digital de Imágenes Ópticas                                                                | 2012 - 5  | Myriam Herrera Paloma         |
| Grupo de investigación en Seguridad Informática                                                          | 2013 - 8  | José Alfredo Trejos Motato    |
| Grupo de investigación en sistemas integrales de electromecánica                                         | 2013 - 8  | OMAR LOPEZ DELGADO            |
| Grupo interdisciplinario de Procesos y Mecánica                                                          | 2019 - 12 | Fabián de Jesús Présiga Duque |
| Grupo Interdisciplinario de Estudios en Ingeniería Mecatrónica                                           | 2017 - 9  | Carlos Felipe Vergara Ramírez |

## Monumento Nacional
El edificio donde funciona el Instituto Técnico Central es declarado monumento nacional por el decreto 2859 del 26 de noviembre de 1984, debido no solo a la importancia histórica, al igual la misma construcción de la planta física contiene muchos avances fundamentales para la arquitectura del siglo XX en Colombia, tales como la primera escalera en hormigón armado del país, las primeras canchas de baloncesto reglamentarias (las cuales todavía funcionan), el edificio es de un estilo neoclásico francés (manejado con ciertas libertades) el cual es dominado por la torre, el elemento más importante de la construcción.